# Xenobot

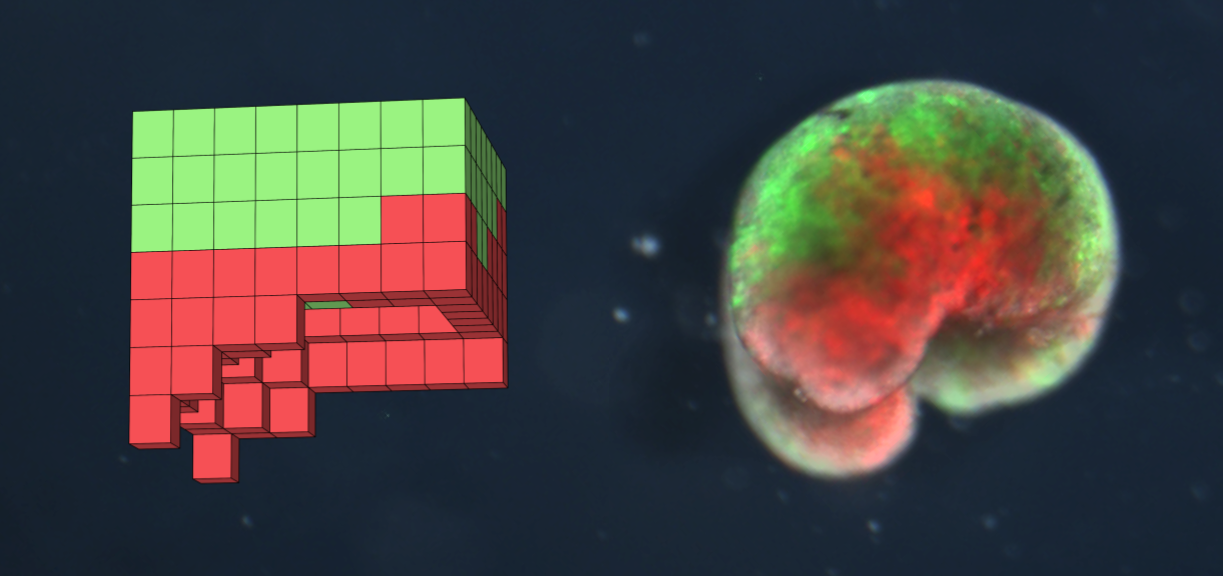
Esquerda: o design descoberto pelo método de pesquisa computacional em simulação. Direita: o organismo físico implantado, construído completamente a partir de tecido biológico (pele de sapo [verde] e músculo cardíaco [vermelho]).

Os xenobotes, ou xenorobôs  nomeados em homenagem a rã-de-unhas-africana (Xenopus laevis), são microrrobôs de autocura. Xenobot  é uma máquina biológica com menos de um milímetro de largura — pequeno o suficiente para viajar dentro dos corpos humanos.
Eles são constituído por cerca de 2.000 células da pele e células cardíacas, células-tronco colhidas de embriões de sapos. Xenobotes podem caminhar e nadar, sobreviver por semanas sem comida e trabalhar juntos em grupos, podem curar-se sozinhos e continuar trabalhando.
A geração de xenobots de 2021 tomou forma por conta própria, totalmente sem orientação ou assistência humana.

## Aplicações
Os xenobots podem ser usados para limpar resíduos radioativos, coletar microplásticos nos oceanos, transportar remédios para dentro de corpos humanos ou até mesmo viajar para nossas artérias para remover a placa. Os xenobots podem sobreviver em ambientes aquosos sem nutrientes adicionais por dias ou semanas — tornando-os adequados para a administração interna de medicamentos.

## Ser vivo artificial

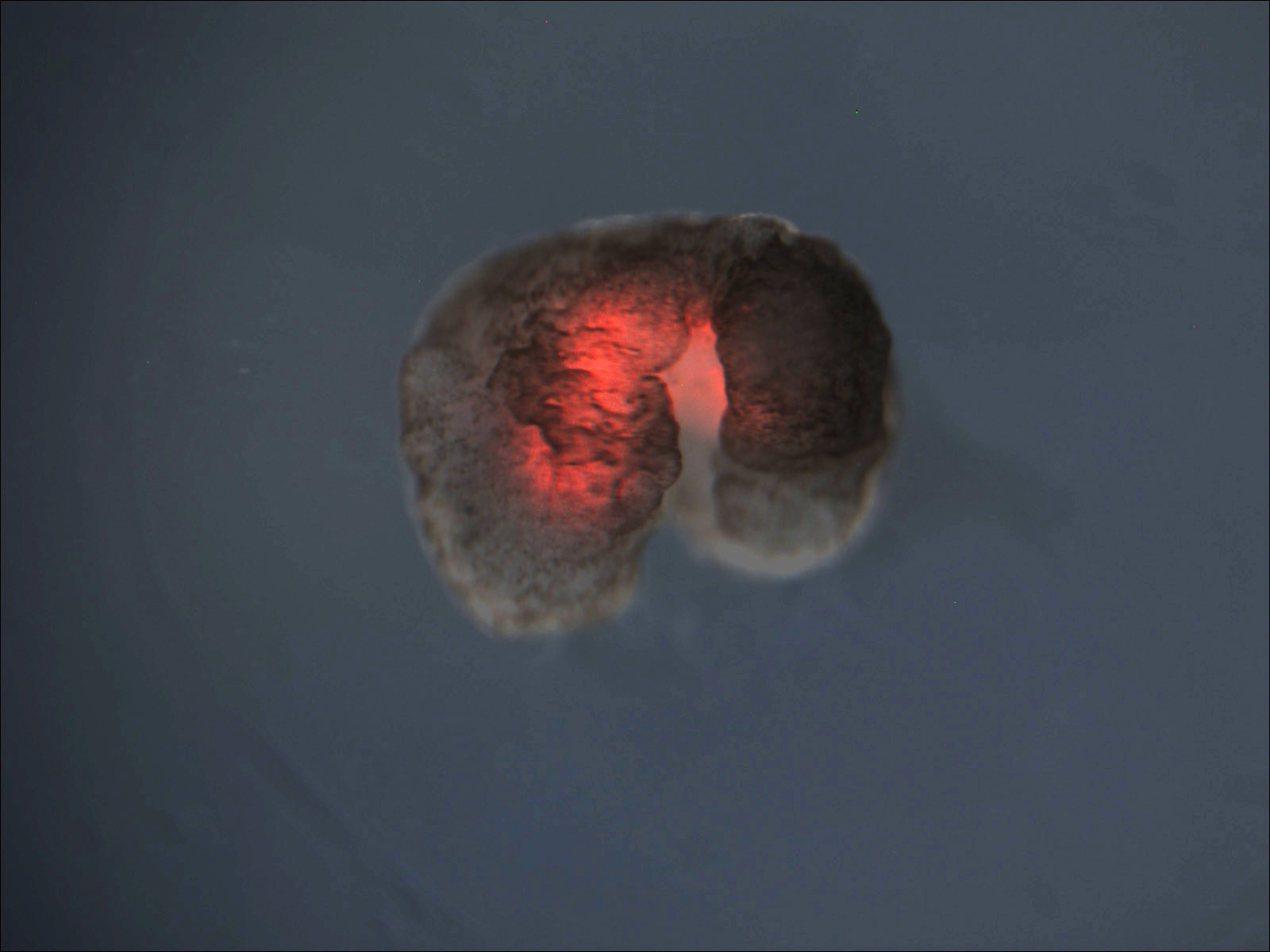
O organismo fabricado logo acima é coberto por músculos cardíacos (agora com um brilho vermelho). A IA determinava a forma geral do organismo, bem como a localização de seus músculos, para produzir o movimento para a frente.

O Xenobot não é o primeiro corpo vivo artificial do mundo, e a vida artificial com biossíntese pura existe desde 1995. Craig Venter e Hamilton Smith, criaram as primeiras bactérias com um genoma artificial (cromossomo), um tipo que não dependia da geração anterior para se reproduzir. Em 20 de maio de 2010, uma equipe de 46 cientistas desenvolveu a primeira célula artificial do planeta, uma cabra de micoplasma, chamada Synthia ("Síntese"), cujo material genético é baseado em outra espécie. Em 2 de agosto de 2018, a Nature publicou simultaneamente dois artigos de pesquisadores nos Estados Unidos e na China, ambos resultantes da fusão de cromossomos de levedura.

### Reprodução
Esses xenobots estão “encontrando partes, como peças de robótica no ambiente, e remendando-as”. Essas coleções então crescem em "uma segunda geração de xenobots que podem se mover como seus pais". Deixados por conta própria, os xenorobôs esferóides geralmente podem criar apenas mais uma geração antes de morrer. Mas com a ajuda de um programa de inteligência artificial que previu uma forma ideal para os xenobots originais, a replicação pode ser ampliada para quatro gerações.